# آریک برائور
آریک برائور (عبری: אריק בראואר‎؛ زادهٔ ۴ ژانویهٔ ۱۹۲۹ – درگذشته ۲۴ ژانویه ۲۰۲۱) شاعر، نقاش، خواننده، و رقصنده اهل اتریش بود.
آریک برائور در ۲۴ ژانویه ۲۰۲۱، در سن ۹۲سالگی در وین درگذشت.